# 蕭璿
蕭璿（6世纪—？），隋朝政治人物，梁宣帝萧詧的第五子蕭巖的儿子。

## 生平
蕭巖投奔南朝陈，抗御隋师，被隋文帝处死。所以蕭璿湮没无闻。

## 家族
萧璿的儿子萧铣曾任罗川县令。隋朝末年，萧铣自称大梁皇帝，追尊蕭巖为河间忠烈王、堂叔梁后主萧琮为孝靖帝，蕭璿为文宪王。